# Takazumi Katayama
Takazumi Katayama (jap. 片山 敬済, Katayama Takazumi; * 16. April 1951 in Kōbe) ist ein ehemaliger japanischer Motorradrennfahrer.
In der Saison 1977 gewann er auf Yamaha den WM-Titel in der 350-cm³-Klasse und wurde so der erste japanische Weltmeister in der Geschichte der Motorrad-Weltmeisterschaft.

## Karriere
Katayama debütierte beim Grand Prix von Belgien 1974 auf Yamaha in der 250-cm³-Klasse in der Motorrad-Weltmeisterschaft. Bereits bei seinem zweiten WM-Rennen, dem Großen Preis von Schweden, konnte er seinen ersten Sieg feiern. Obwohl er in dieser Saison nur an fünf der zehn 250er-Läufe teilnahm, wurde er in der Gesamtwertung Vierter. Trotzdem startete der Japaner in der folgenden Saison nicht in der Weltmeisterschaft.
1976 ging Katayama dann in den Klassen bis 250, 350 und 500 cm³ an den Start. Bei den 250ern reichte es dabei mit einem Saisonsieg in Schweden zur Vizeweltmeisterschaft hinter dem überlegenen Sieger, dem Harley-Davidson-Piloten Walter Villa aus Italien.
In der Saison 1977 gelang es Katayama dann als erstem Japaner, einen Motorrad-WM-Titel zu gewinnen. Er gewann fünf der sieben 350-cm³-Läufe, bei denen er antrat, und wurde überlegen vor dem Nordiren Tom Herron Weltmeister in dieser Klasse. Bis zur Einstellung dieser Hubraumkategorie 1982 blieb Katayama der einzige japanische 350er-Weltmeister. Bei den 250ern wurde er in dieser Saison WM-Vierter.
1978 gelang es Katayama nicht, seinen 350er-Titel zu verteidigen; er wurde Vizeweltmeister hinter dem Südafrikaner Kork Ballington, der den Titel überlegen gewann.
Nach einem halben Jahr Abstinenz startete Katayama 1979 erstmals für Honda auf der exotischen Honda NR 500 mit ovalen Kolben in der Motorrad-Weltmeisterschaft. In den Jahren bis 1985 ging er für Honda in der 500er-Klasse an den Start. Den einzigen Sieg in diesen sechs Jahren konnte er 1982 in Schweden verbuchen, sein bestes WM-Ergebnis erzielte Katayama 1983 mit Rang fünf.

## Statistik

### Erfolge
- 1976 – 250-cm³-Vizeweltmeister auf Yamaha
- 1977 – 350-cm³-Weltmeister auf Yamaha
- 1978 – 350-cm³-Vizeweltmeister auf Yamaha
- 11 Grand-Prix-Siege

### In der Motorrad-Weltmeisterschaft
| Saison | Klasse  | Ergebnis    | Maschine | Siege |
| ------ | ------- | ----------- | -------- | ----- |
| 1974   | 250 cm³ | 4.          | Yamaha   | 1     |
| 1976   | 250 cm³ | 2.          | Yamaha   | 1     |
| 1976   | 350 cm³ | 7.          | Yamaha   | 0     |
| 1976   | 500 cm³ | 26.         | Yamaha   | 0     |
| 1977   | 250 cm³ | 4.          | Yamaha   | 1     |
| 1977   | 350 cm³ | Weltmeister | Yamaha   | 5     |
| 1978   | 350 cm³ | 2.          | Yamaha   | 2     |
| 1978   | 500 cm³ | 5.          | Yamaha   | 0     |
| 1980   | 500 cm³ | 10.         | Honda    | 0     |
| 1981   | 500 cm³ | -           | Honda    | 0     |
| 1982   | 500 cm³ | 7.          | Honda    | 1     |
| 1983   | 500 cm³ | 5.          | Honda    | 0     |
| 1984   | 500 cm³ | 13.         | Honda    | 0     |
| 1985   | 500 cm³ | 17.         | Honda    | 0     |